# Cechowanie (kontrola)
Cechowanie – element kontroli jakości. Polega na dokładnym sprawdzeniu, czy dany produkt spełnia określone normy jakości, a następnie oznakowanie go w nieusuwalny łatwo sposób. Cechowaniu podlegają zwłaszcza urządzenia pomiarowe stosowane w handlu np. wagi i odważniki.
Za zgodność z określonymi normami oraz oznaczenie wyrobów określonej jakości odpowiada urząd probierczy. Posiada on standardowe oznaczenia pozwalające na kontrolę jakości dóbr.